# Wilhelm III. (Nevers)
Wilhelm III. (französisch Guillaume, * um  1110; † 21. November 1161) war ein Graf von Nevers, Auxerre und Tonnerre aus dem Haus Monceaux. Er war ein Sohn von Graf Wilhelm II. von Nevers und dessen Ehefrau Adelheid.
Wilhelm unterstützte 1137 den Grafen Gottfried V. von Anjou bei der Eroberung der Normandie. Zusammen mit seinem Bruder Rainald begleitete er König Ludwig VII. auf den zweiten Kreuzzug, wo der Bruder bei den Kämpfen in Kleinasien fiel.
Wilhelm starb 1161 und wurde in der Abtei Saint-Germain in Auxerre bestattet. Er war verheiratet mit Ida von Sponheim († 25. Mai 1178), einer Tochter des Herzogs Engelbert von Kärnten. Ihre Kinder waren:
- Wilhelm IV. († 24. Oktober 1168)
- Guido († 19. Oktober 1175)
- Rainald († 5. August 1191 bei der Belagerung von Akkon[1]), Herr von Decize[2]
- Adele, ⚭ Renaud, Graf von Joigny